# Храм Лурдской Божией Матери (Санкт-Петербург)
Храм Лу́рдской Бо́жией Ма́тери — католический храм в Литейном округе Санкт-Петербурга. Построен в 1903—1909 годах для нужд французской католической общины по проекту архитекторов Л. Н. Бенуа и М. М. Перетятковича. Освящён 5 декабря (22 ноября по старому стилю) 1909 года епископом Иоанном Цепляком. С 1938 по 1992 год храм оставался единственной действовавшей католической церковью в Ленинграде.

## Архитектура
На основном массиве здания покоится тридцатиметровая двухъярусная четырёхгранная башня-колокольня, увенчанная гранёным куполом. Облицованный грубоколотым гранитом фасад завершён щипцовым фронтоном. Свод церкви выполнен из железобетона.
Первоначально Л. Н. Бенуа сделал эскиз базилики в романском стиле в три нефа с трансептом, но очень небольших размеров, с башней, затейливым входом и небольшим домиком сбоку — жильём для священника. Стилизованные разновеликие объёмы должны были составлять живописную динамичную группу. Для облицовки здания архитектор предполагал использовать кирпич и природный камень. Однако в 1903 году в связи с окончанием строительства Троицкого моста через Неву администрация фирмы «Батиньоль», построившей мост, предоставила церкви значительное количество неиспользованного гранита. Это обстоятельство заставило архитектора принципиально переработать проект. Новый вариант разрабатывался в соавторстве с М. М. Перетятковичем. Бенуа изменил систему строения и вместо трёх нефов, требующих установки колонн, арок и прочего, предложил сделать один железобетонный свод. Имеющийся гранит решили использовать на облицовку.
В результате возник выразительный стилизованный объём как бы вросших друг в друга частей. Архитекторы придали костёлу черты южнофранцузского романского стиля, не избежав при этом сильного влияния северного модерна. Облик здания больше напоминает о произведениях лидера этого направления Элиэля Сааринена, чем о средневековой Франции.
Внутреннее убранство составляют большие морские раковины для воды при входе, 14 стояний крестного пути Иисуса Христа, большая и малая люстры, скульптурное убранство в том числе мраморный бюст Иисуса Христа работы Фёдорова. Первым надалтарным образом была копия Мадонны Рафаэля. В 1916 году её заменила картина, написанная Э. К. Липгартом, изображающая Богородицу с младенцем, архангела Михаила и ряд французских святых. Духовой орган в неоготическом стиле на 20 регистров, изготовленный в 1910 году немецкой органостроительной фирмой «E. F. Walcker», был установлен в храме в 1957 году.

## История
В конце 1940-х и конце 1960-х годов в храме производился капитальный ремонт. Колонны были обработаны под искусственный мрамор, приехавшие из Латвии мастера расписали стены и своды церкви и алтарной части.
В 1957 году для нужд храма в бывшей церкви при Евангелической женской больнице (Лиговский проспект, д. № 4) был приобретён орган немецкой фирмы «E. F. Walcker», после капитального ремонта он был установлен на хорах.
В 1958 году художником Захаровым написан новый, вероятнее всего, на обратной стороне прежнего, надалтарный образ «Вручение Иисусом Христом ключей от Церкви святому апостолу Петру».
В 1981 году был отреставрирован интерьер часовни Лурдской Богоматери.
В 1990-х годах был проведён капитальный ремонт церкви, расчищен цокольный этаж, установлен новый алтарь, лавки, мозаично-расписные витражи (авторы Изабелла и Михаил Байковы), побелены стены, смонтирована звукоусилительная аппаратура, значительно перестроен приходской дом.
22 ноября 2009 года община торжественно отметила столетие освящения храма.

## Настоятели и администраторы
- о. Амвросий Кюни, ОР (1901—1903)
- о. Жан Амодрю, ОР (1903—1935, с 1935 г. епископ)
- о. Мишель Флоран, ОР (1935—1941)
- о. Иосиф Казлас (1945—1963)
- о. Франц Сидарс (1963—1966)
- о. Иосиф Павилонис (1966—1991)
- о. Павел Одиньш, ОFM (1991—2002)
- о. Дмитрий Мишенев (2001—2002 администратор, прихода, с 2002 по 2007 — настоятель)
- о. Игорь Чабанов (с января по август 2007 администратор прихода)
- о. Сергей Альхимёнок (2007—2018)
- о. Стефан Катинель (с сентября 2018 по 4 сентября 2022), настоятель
- о. Константин Передерий (с 4 сентября 2022),настоятель